# Siège d'Akasaka
Guerre de Genkō
Le siège d'Akasaka en 1331 est une des batailles de la guerre de Genkō qui se déroule durant les dernières années de l'époque de Kamakura de l'histoire du Japon au château de Shimo-Akasaka (下赤坂城), près de l'actuelle ville d'Osaka, dans ce qui est maintenant le village de Chihaya Akasaka.
La Shimo Akasaka, forteresse de montagne, est construite cette année-là et occupée par Kusunoki Masashige, général des armées de l'empereur Go-Daigo. À plusieurs occasions au cours de cette année, les forces des régents Hōjō tentent de prendre la forteresse. Avec une grande ingéniosité, Masashige défend le fort. Cependant, après que les Hōjō ont coupé l'approvisionnement en eau de la forteresse, celle-ci se rend.
Kusunoki construit alors une seconde forteresse Akasaka à peu de distance et la nomme château de Kami-Akasaka (上赤坂城). Celle-ci est également assiégée et tombe en 1333.